# Dialium

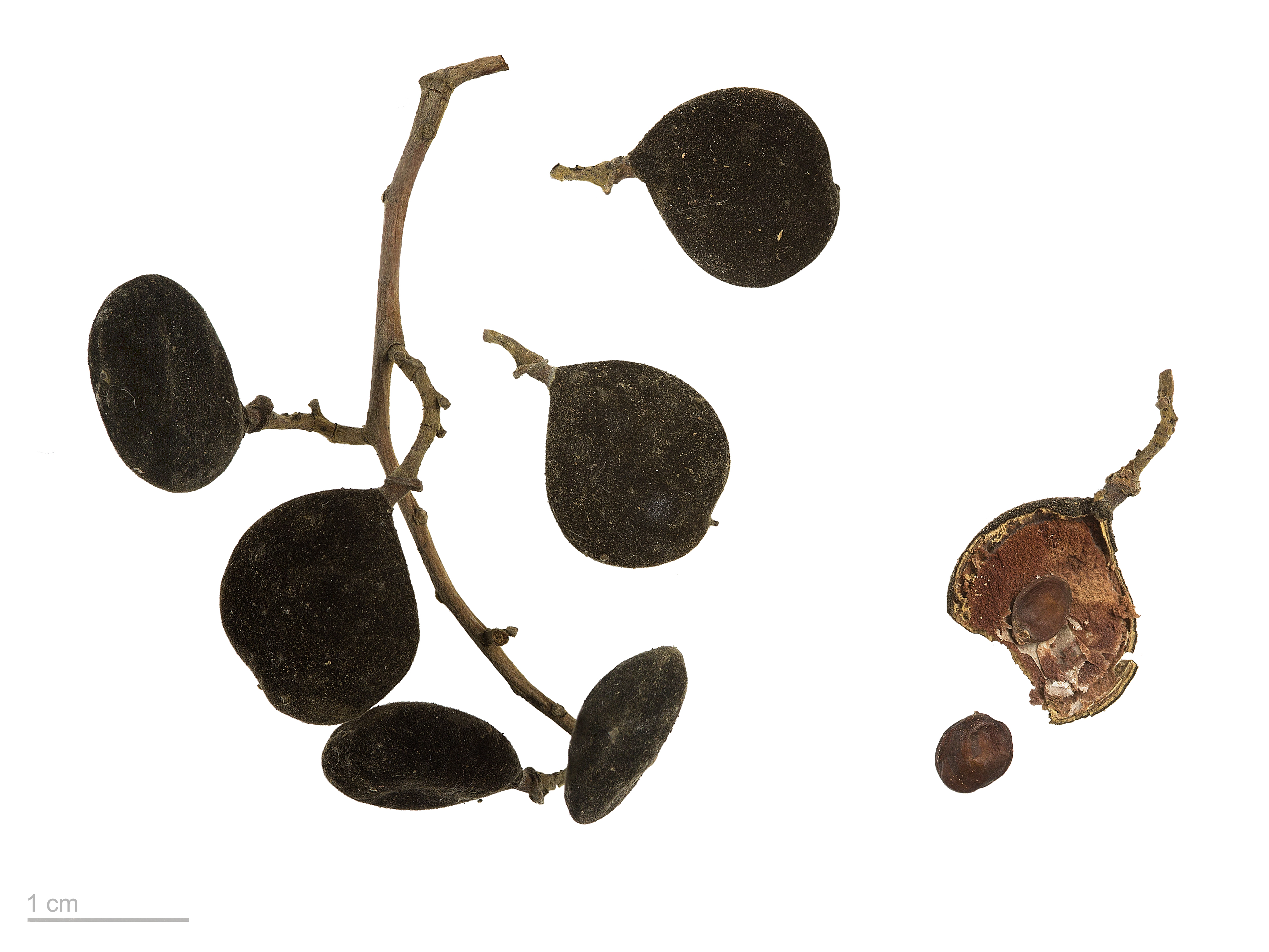
Dialium Sp. - MHNT

Dialium es un género de plantas fanerógamas  perteneciente a la familia Fabaceae. Comprende 82 especies descritas y de estas, solo 41 aceptadas.

## Descripción
Son árboles, que alcanza un tamaño de hasta 35 m de alto, inermes, fúlcreos en la base, savia tornándose roja brillante cuando es expuesta. Hojas 1-pinnadas; folíolos 5–7 (–9), opuestos o alternos, ovados a lanceolados, 3–10 cm de largo y 1.5–4 cm de ancho, ápice agudo a acuminado, base redondeada a cuneada, membranáceos a subcoriáceos, glabros, reticulados, peciólulos 2–3 mm de largo, acanalados o aplanados adaxialmente. Inflorescencias en racimos o panículas ramificadas, terminales o subterminales, a veces bastante extendidas, puberulentas o glabras, flores pequeñas, densamente pubescentes en yema, amarillo pálidas; sépalos 5, ovados, 2.5–3 mm de largo; pétalos ausentes; estambres 2, filamentos cortos y libres; ovario sésil a muy cortamente estipitado, pubescente, óvulos 2, estilo corto, estigma terminal. La,slwlw

## Taxonomía
El género fue descrito por Carlos Linneo y publicado en Systema Naturae, ed. 12 2: 56. 1767.

## Especies aceptadas
A continuación se brinda un listado de las especies del género Dialium aceptadas hasta julio de 2014, ordenadas alfabéticamente. Para cada una se indica el nombre binomial seguido del autor, abreviado según las convenciones y usos.
| - Dialium angolense - Dialium aubrevillei - Dialium bipindense - Dialium cochinchinense - Dialium corbisieri - Dialium densiflorum - Dialium dinklagei - Dialium englerianum - Dialium eurysepalum - Dialium excelsum - Dialium gossweileri - Dialium graciliflorum - Dialium guianense - Dialium guineense - Dialium hexasepalum - Dialium holtzii - Dialium hydnocarpoides - Dialium indum - Dialium kasaiense - Dialium kunstleri - Dialium latifolium | - Dialium lopense - Dialium madagascariense - Dialium occidentale - Dialium orientale - Dialium ovoideum - Dialium pachyphyllum - Dialium patens - Dialium pentandrum - Dialium platysepalum - Dialium pobeguinii - Dialium poggei - Dialium polyanthum - Dialium procerum - Dialium quinquepetalum - Dialium reygaertii - Dialium schlechteri - Dialium soyauxii - Dialium tessmannii - Dialium travancoricum - Dialium unifoliolatum - Dialium zenkeri |